# Toshihiko Koga
Pour les articles homonymes, voir Koga.
Toshihiko Koga (古賀 稔彦, Koga Toshihiko), né le 21 novembre 1967 à Kurume ou à Kitashigeyasu (en) (Japon) et mort le 24 mars 2021 à Kawasaki (Japon), est un judoka japonais qui a pratiqué la compétition à haut niveau dans les catégories -71 kg et -78 kg. Il est triple champion du monde de judo, champion olympique et vice-champion olympique.
Il est très connu dans le milieu du judo pour sa créativité qui lui a permis d’inventer de nouvelles techniques comme morote-seoi-nage à une main ou sode-tsuri-komi-goshi en garde inversée. Il a dit : « Je pense qu’il faut toujours avoir l’esprit ouvert pour adopter de nouvelles approches et de nouvelles voies dans la résolution des problèmes ».

## Biographie

### Jeunesse
Toshihiko Koga commence le judo au cours élémentaire. Pour le lycée, il part à Tokyo et s’inscrit au pensionnat Kôdôgakusha jûdô boarding school, une école de judo qui sera par la suite dirigée par deux médaillés d’or olympiques, Hidehiko Yoshida et Makoto Takimoto. De cette même école est sorti Shohei Ono, également champion olympique.
Il poursuit ses études à l’université des sciences et des sports japonaise (Nippon Sport Science University), et commence à remporter ses premiers grands tournois. Il remporte de multiples récompenses durant la Coupe Kodokan (cinq années consécutives) et le championnat du Japon (six années consécutives) en catégories –71 kg.

### Carrière sportive
Koga Toshihiko se révèle en compétition internationale en 1987, au championnat du monde d'Essen (Allemagne) en catégorie -71 kg où il est d'abord battu en demi-finale par Michael Swain (États-Unis) mais gagne la troisième place en remportant son combat contre Kerrith Brown (Grande-Bretagne). Il n'a alors que 20 ans.
En 1989, il retrouve Michael Swain en finale des championnats du monde de Belgrade (Yougoslavie) mais cette fois-ci il le bat et gagne son premier titre de champion du monde en -71 kg. Il réitère cet exploit en 1991 à Barcelone (Espagne) contre l'Espagnol Joaquin Ruiz par décision.
En 1992, il participe à ses premiers Jeux olympiques à Barcelone. Quelques jours avant le début de l'épreuve, il se blesse gravement au genou gauche et devra subir des infiltrations entre chaque combat. Malgré cette blessure, il réussit à se hisser en finale pour affronter le hongrois Bertalan Hajtos. Le combat est très serré, aucun des deux combattants n'arrive à prendre un réel avantage sur l'autre. Mais c'est Koga qui remporte la victoire sur décision de l'arbitre. Il gagne alors le combat le plus important de sa vie et devient champion olympique dans la catégorie -71 kg.
Il repart ensuite à la conquête d'un troisième titre de champion du monde à Chiba (Japon) en 1995 dans la catégorie -78 kg. Il remporte la médaille d'or en battant Djamel Bouras (France) sur sode-tsuri-komi-goshi.
Il recroise le chemin de Bouras l'année suivante, lors de la finale des Jeux olympiques d'Atlanta (États-Unis) en catégorie -78 kg. Celui-ci prend sa revanche, laissant à Koga la deuxième place.
Depuis, c'est une référence au judo.

### Retraite
Lorsque Toshihiko Koga arrête la compétition en 2000 pour devenir entraîneur national de l'équipe féminine du Japon, les résultats suivent. En 2004 aux Jeux olympiques d'Athènes, l'équipe féminine du Japon remporte 7 médailles dont 6 titres dans les 7 catégories de poids présentes (6 en or et 1 en argent).
En 2003, il crée son école privée, l'école Koga Juku. Il y enseigne aux plus jeunes sa science du Judo. Il est aussi professeur à l'université de Tokyo (Tokyo Daigaku).

### Mort
Toshihiko Koga est décédé le 24 mars 2021 des suites d'un cancer (pour lequel il avait déjà subi une opération chirurgicale en 2020) à son domicile de Takatsu-ku dans la ville japonaise de Kawasaki,. Ses funérailles, dont l'heure et le lieu n'ont pour l'instant pas été annoncés, sont prévues pour le 29 mars 2021. 

## Palmarès

### Jeux olympiques
- Jeux olympiques de 1992 à Barcelone (Espagne) :
  -  Médaille d'or dans la catégorie "-71 kg".
- Jeux olympiques de 1996 à Atlanta (États-Unis) :
  -  Médaille d'argent dans la catégorie "73 - 81 kg ".

### Championnats du monde
- Championnats du monde de judo 1987 à Essen (Allemagne) :
  -  Médaille de bronze dans la catégorie "-71 kg".
- Championnats du monde de judo 1989 à Belgrade (Yougoslavie) :
  -  Médaille d'or dans la catégorie "-71 kg".
- Championnats du monde de judo 1991 à Barcelone (Espagne) :
  -  Médaille d'or dans la catégorie "-71 kg".
- Championnats du monde de judo 1995 à Chiba (Japon) :
  -  Médaille d'or dans la catégorie "-78 kg".

### Jeux d'Asie
- Jeux d'Asie 1987 à Beijing (Chine) :
  -  Médaille de bronze dans la catégorie "-71 kg".

### Divers
- Coupe Jigorō Kanō
  -   Remporte la Coupe Jigorō Kanō en 1986 et 1990 dans la catégorie "-71 kg" .